# 波斯二
波斯二 （α Ind/印第安座α），是印第安座第一亮星，距离地球约98光年。该星的恒星分类为K0III，它已经耗尽了核心的氢并且演化离主序带。它有大约2倍太阳质量，大约10亿年。直径膨胀达到太阳的10.5倍，总光度约是太阳的55倍。表面温度为4,893K，散发着橙色调的光芒。它可能有2个近的M型伴星，它们距离主星至少2000天文单位。